# Magirus-Deutz Jupiter 6×6
Der Magirus-Deutz Jupiter 6×6 ist ein Lastkraftwagen mit vorwiegend militärischer Nutzung des ehemaligen deutschen Nutzfahrzeugherstellers Magirus-Deutz. Er wurde ab 1960 an die Bundeswehr, an den Bundesgrenzschutz und an ausländische Armeen ausgeliefert. Das Fahrzeug wurde unter der Bezeichnung Jupiter 6×6 Z auch als ziviler LKW gebaut.

## Jupiter 6×6
Nachdem Magirus-Deutz den Zuschlag für die Lieferung von Fahrzeugen an die Bundeswehr in der 7-Tonnen-Klasse bekommen hatte, begann 1960 die Auslieferung des Jupiter 6×6. Die wichtigste Veränderung gegenüber den Modellen A 6500 und A 7500 war neben der Achs- und Antriebskonfiguration der Einbau eines Vielstoffmotors: Das luftgekühlte V8-Aggregat vom Typ F8L714A von Klöckner-Humboldt-Deutz hat 12.667 cm³ Hubraum und leistet für die Bundeswehrfahrzeuge gedrosselt zwischen 110 und 131 kW, je nach verwendetem Kraftstoff und Einspritzpumpeneinstellung. Die zivile Ausführung des Motors leistet hingegen 143 kW. Zugelassene Kraftstoffe sind Diesel, Kerosin, Petroleum und Benzin sowie (falls die vorstehenden Kraftstoffe nicht in ausreichendem Maße verfügbar sein sollten) auch Kolbenschmieröl, welches durch Zumischen der bereits genannten Kraftstoffe auf eine Viskosität von unter 17 cSt bei Umgebungstemperatur gebracht werden muss. Im Notfall verbrennt der Motor auch Pflanzenöle wie z. B. Frittieröl.
Auf die Jupiter-6×6-Fahrgestelle kamen bei der Bundeswehr Bergungskräne (von Wilhag und Kirsten), Mannschaftstransportpritschen, Kipperpritschen, Flugfeldlöschfahrzeuge (von Bachert), Tankwagen und Raketenwerfer (Leichtes Artillerie-Raketen-System, LARS 1). Daneben waren auch Sattelzugmaschinen erhältlich. Die Kranwagen mit Vorbau-Seilwinde hatten große Bedeutung bei den Pioniereinheiten der Bundeswehr und konnten Steigungen von bis zu 57,7 % bewältigen.

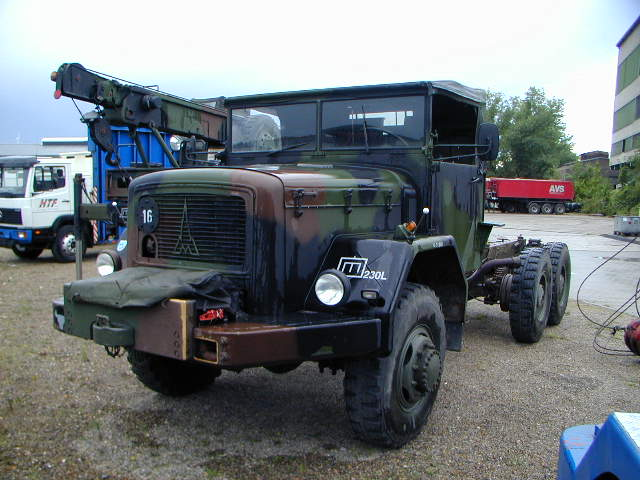
SZgM Jupiter Zugmaschine mit Rotzler-80-kN-Vorbauseilwinde
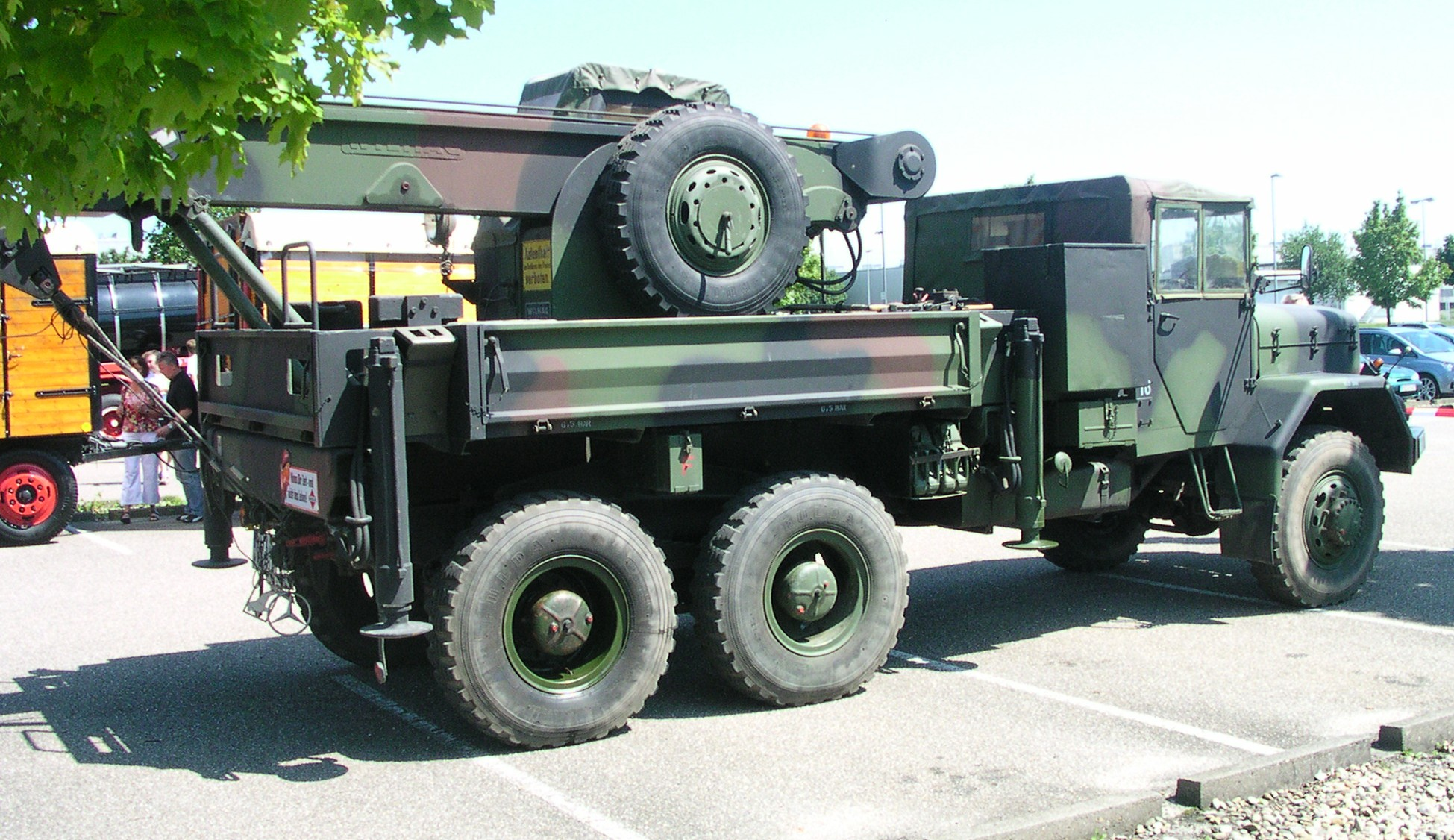
Autokran 4 mit 4-t-Teleskopkran TW 931
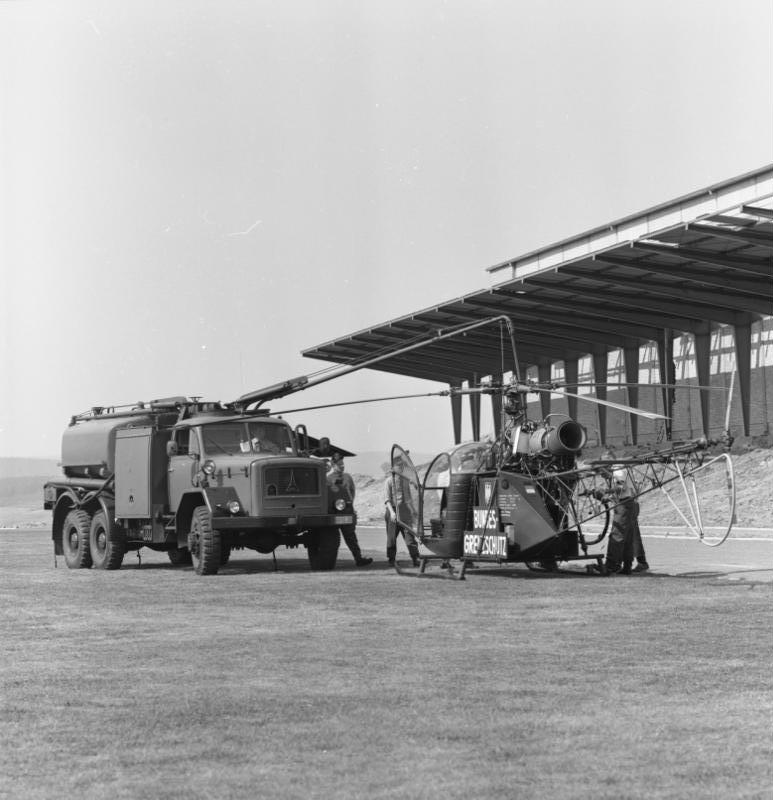
Flugfeldtankwagen mit 6000-Liter-Tank
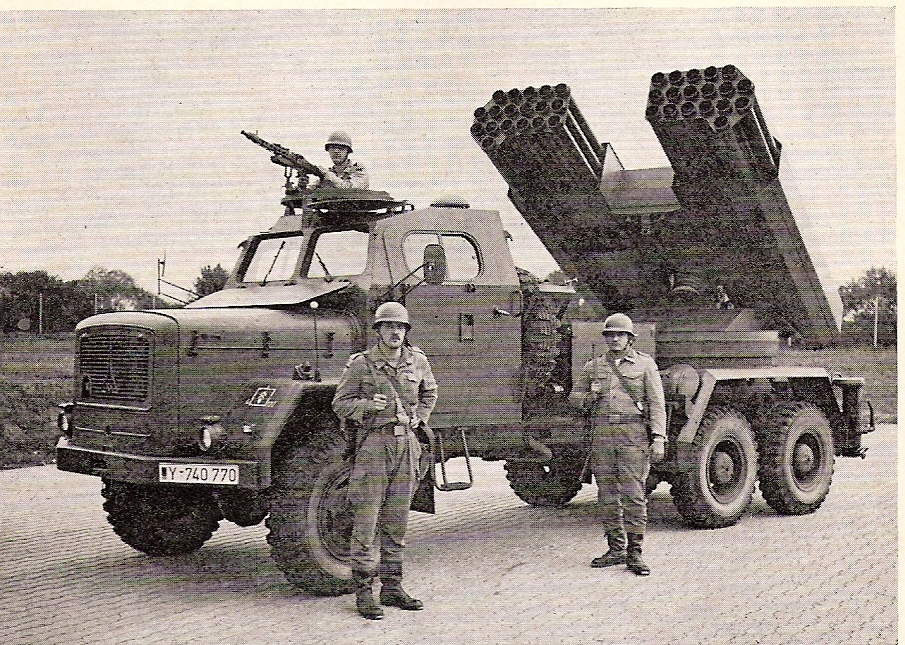
LARS-1-Mehrfachraketenwerfer 110 SF auf 178 D 15 A
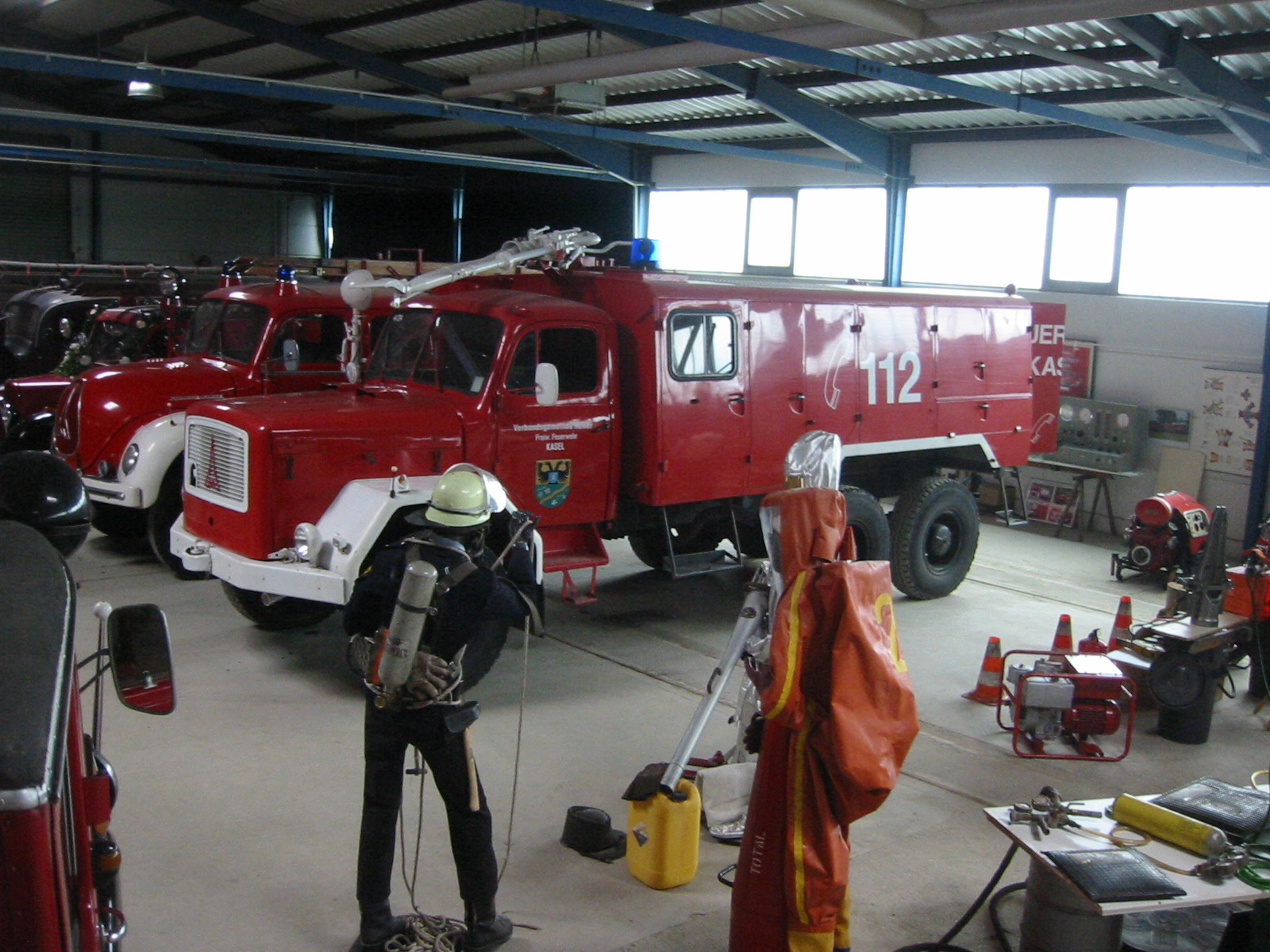
TLF 3800/400 Flugfeldfeuerwehrfahrzeug

## Weitere Entwicklung
Nach einer Umstellung der Modell-Nomenklatur bei Magirus-Deutz hieß das Modell Jupiter 6×6 ab 1964 „M178D15A“. Dabei gab 178 die Leistung in PS, 15 das zulässige Gesamtgewicht von 15 Tonnen und A Allradantrieb an. Bis zur Einstellung der Baureihe 1967 erhielt die Bundeswehr rund 7800 Exemplare Jupiter 6×6 bzw. M178D15A, vereinzelt wurden noch Fahrzeuge in den 1970ern nachgeliefert. In den 1980er Jahren begann die Ausmusterung der ersten Fahrzeuge in Deutschland. Die Flugfeldlöschfahrzeuge landeten häufig in Händen Freiwilliger Feuerwehren und sind teilweise noch im Einsatz. Zahlreiche Kranwagen und Pritschenwagen kamen nach ihrer Ausmusterung bei der Bundeswehr zum THW und zu privaten Abschlepp- und Bergeunternehmen. In Bundeswehrbeständen verblieben bis heute allenfalls einstellige Anzahlen. Dementsprechend sind erhaltene Exemplare heute gesuchte Sammlerstücke. Auch ausländische Armeen bekamen den Jupiter 6×6 bzw. den M178D15A, so z. B. die Albanischen Streitkräfte.
Magirus-Deutz (bzw. das Nachfolgeunternehmen Iveco Magirus) bekam auch in der Folgezeit Aufträge von der Bundeswehr und lieferte u. a. Tankwagen und Sattelzugmaschinen auf Basis schwerer Frontlenker vom Typ M320D22F und M320D26F (rund 900 Stück) sowie geländegängige Vierer-Club-Modelle in der 5t-Klasse vom Typ M168M11FAL bzw. M168M11FL bzw. später nach einer erneuten Änderung der Modellnomenklatur 110-17 (rund 6800 Stück ab 1980). Letztere stellen zusammen mit dem Mercedes-Benz 1017 die 2. Generation von Radfahrzeugen der Bundeswehr in der 5t-Klasse dar (siehe dazu auch Hauptartikel Magirus-Deutz MK-Reihe).

## Technische Daten
|                                  | Jupiter 6×6 Z                                      | LKW 7t gl                                          |
| Motor                            |                                                    |                                                    |
| Motorbezeichnung                 | F8L 714                                            | F8L 714A                                           |
| Motortyp                         | OHV-Achtzylinderviertaktdieselmotor in V-Anordnung | OHV-Achtzylinderviertaktdieselmotor in V-Anordnung |
| Einspritzverfahren               | Wirbelkammereinspritzung                           | Wirbelkammereinspritzung                           |
| Kühlung                          | Gebläsekühlung                                     | Gebläsekühlung                                     |
| Bohrung × Hub                    | 120 × 140 mm                                       |                                                    |
| Hubraum                          | 12667 cm³                                          |                                                    |
| Nennleistung                     | 143 kW bei 2300 min−1                              | 131 kW bei 2300 min−1                              |
| Maximales Drehmoment             | 706 Nm bei 1200 min−1                              | 637 Nm bei 1200 min−1                              |
| Mittlerer Arbeitsdruck           | 6 bar                                              |                                                    |
| Verdichtungsverhältnis           | 19:1                                               | 23:1                                               |
| Spezifischer Treibstoffverbrauch | 231 g/kWh                                          |                                                    |
| Kraftstoffverbrauch              | 28 l/100 km bei 1930 min−1                         |                                                    |
| Maße und Gewichte                |                                                    |                                                    |
| Länge                            | 7170 mm                                            | 8350 mm                                            |
| Breite                           | 2500 mm                                            |                                                    |
| Höhe                             | 2560 mm                                            |                                                    |
| Radstand                         | 3750 / 1300 mm                                     | 4160 / 1280 mm                                     |
| Spurweite                        | 1955 / 1715 mm                                     |                                                    |
| Leergewicht                      | 9150 kg (Muldenkipper)                             | 8000 kg                                            |
| Nutzlast                         | 12350 kg (Muldenkipper)                            | 7000 kg                                            |
| Kraftübertragung                 |                                                    |                                                    |
| Getriebe                         | ZF AK 6-70                                         |                                                    |
| Kupplung                         | Fichtel & Sachs G 380 KR-ZBH                       |                                                    |
| Kraftübertragung auf             | Alle Räder                                         |                                                    |
| Reifen                           | 10-20 PR 16                                        |                                                    |
| Achsübersetzung im Kriechgang    | 11,65:1                                            |                                                    |
| Höchstgeschwindigkeit            | 72 km/h                                            |                                                    |
|                                  |                                                    |                                                    |
| Quelle                           | VDA-Typenblatt „Typ Jupiter 6×6 Z“ (1963)          | [ 1 ] [ 2 ]                                        |